# Rasines
Rasines es un municipio de Cantabria (España) situado en el valle del Asón, en la zona oriental de la región. La superficie es de unos cuarenta y dos kilómetros cuadrados y limita con los siguientes municipios: al norte con Guriezo, Ampuero y Voto y al sur con Ruesga, Ramales de la Victoria y Carranza (Vizcaya). Tanto Rasines como Guriezo suponen una vía importante de comunicación con el enclave cántabro de Valle de Villaverde situado en el País Vasco.
La altitud media de sus poblaciones es de 137 metros. 

## Clima
Rasines tiene un clima cálido y templado, clasificado como Cfb según la clasificación climática de Köppen.
La proximidad al mar y la escasa altitud, propician un clima suave, con una temperatura media anual es 13,8 °C y una oscilación térmica por debajo de los 11 °C. En verano la temperatura media está en 18,7 °C, mientras que en invierno el termómetro baja hasta los 9 °C. En cuanto a las precipitaciones, la media anual es de 1068 mm, siendo diciembre el mes más lluvioso y julio el más seco.
| Parámetros climáticos promedio de Rasines | Parámetros climáticos promedio de Rasines | Parámetros climáticos promedio de Rasines | Parámetros climáticos promedio de Rasines | Parámetros climáticos promedio de Rasines | Parámetros climáticos promedio de Rasines | Parámetros climáticos promedio de Rasines | Parámetros climáticos promedio de Rasines | Parámetros climáticos promedio de Rasines | Parámetros climáticos promedio de Rasines | Parámetros climáticos promedio de Rasines | Parámetros climáticos promedio de Rasines | Parámetros climáticos promedio de Rasines | Parámetros climáticos promedio de Rasines |
| Mes | Ene.                                      | Feb.                                      | Mar.                                      | Abr.                                      | May.                                      | Jun.                                      | Jul.                                      | Ago.                                      | Sep.                                      | Oct.                                      | Nov.                                      | Dic.                                      | Anual                                     |
| --- | ----------------------------------------- | ----------------------------------------- | ----------------------------------------- | ----------------------------------------- | ----------------------------------------- | ----------------------------------------- | ----------------------------------------- | ----------------------------------------- | ----------------------------------------- | ----------------------------------------- | ----------------------------------------- | ----------------------------------------- | ----------------------------------------- |
| Temp. máx. media (°C) | 11.3                                      | 11.7                                      | 14.7                                      | 15.5                                      | 17.6                                      | 20.5                                      | 22.3                                      | 22.9                                      | 21.7                                      | 18.7                                      | 14.5                                      | 12.1                                      | 17                                        |
| Temp. media (°C) | 8.6                                       | 8.8                                       | 11.2                                      | 12.1                                      | 14.4                                      | 17.4                                      | 19.2                                      | 19.6                                      | 18.3                                      | 15.4                                      | 11.6                                      | 9.5                                       | 13.8                                      |
| Temp. mín. media (°C) | 11.3                                      | 11.7                                      | 14.7                                      | 15.5                                      | 17.6                                      | 20.5                                      | 22.3                                      | 22.9                                      | 21.7                                      | 18.7                                      | 14.5                                      | 12.1                                      | 17                                        |
| Precipitación total (mm) | 105                                       | 93                                        | 74                                        | 88                                        | 71                                        | 64                                        | 43                                        | 64                                        | 97                                        | 110                                       | 122                                       | 137                                       | 1068                                      |
| Fuente: «Clima Rasines: Temperatura, Climograma y Tabla climática para Rasines - Climate-Data.org». es.climate-data.org. Consultado el 10 de septiembre de 2017. |                                           |                                           |                                           |                                           |                                           |                                           |                                           |                                           |                                           |                                           |                                           |                                           |                                           |

## Historia

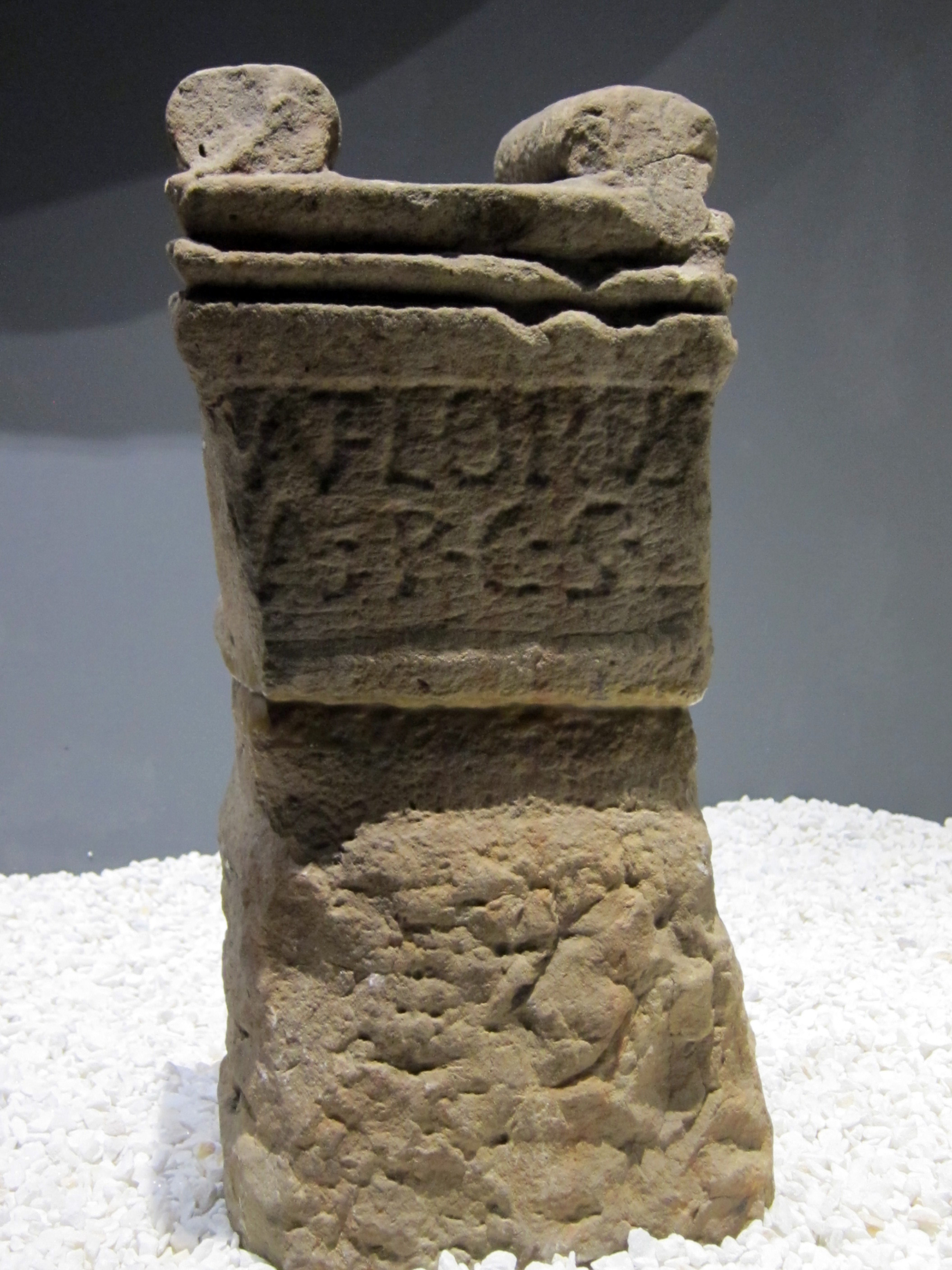
Museo de Prehistoria y Arqueología de Cantabria. Ara dedicada por Floro proveniente de Rasines.

Rasines ha estado poblado desde los comienzos de la Prehistoria. En 1905, Lorenzo Sierra, descubrió el yacimiento de la Cueva del Valle, donde se han hallado restos que nos indican la presencia del hombre desde el Magdaleniense Superior Final, es decir, entre 14 000 y 12 000 años a. C. Estos datos han sido corroborados hace unos años (1996-97-98) mediante la prueba del Carbono-14 por María Paz García-Gelabert (arqueóloga de la Universidad de Valencia), en la última excavación que se ha hecho en el yacimiento de la Cueva del Valle.
Muchos han sido los objetos de interés encontrados en esta Cueva, pero cabe destacar un Bastón de Mando, hoy desaparecido; que parece ser que fue robado en Limpias durante la guerra civil española. Los hallazgos encontrados se reparten entre El Museo Regional de Prehistoria y Arqueología de Cantabria (ubicado en Santander) y el nuevo Museo Altamira en Santillana del Mar.
Tenemos constancia de la presencia romana en el municipio, principalmente gracias al ara votiva de Rasines esculpida en piedra, aunque también se han encontrado restos cerámicos. Probablemente, lo que hizo atractivo Rasines para los romanos fueran los recursos mineros: hierro, blenda y calamina. En el siglo XII Rasines dependía del cenobio de la iglesia de Santa María del Puerto (Santoña), donde aparece con el nombre de Razyne. Las posesiones del monasterio se extendían a tierras de Laredo, Colindres, Carriazo, Solórzano, Carasa, San Martín de Islares, Escalante y Santa Gadea, además del propio Rasines.
Los documentos que atestiguan la dependencia de Rasines respecto al monasterio de Santa María del Puerto mediante donación regia, están en el Cartulario de Puerto, al que son entregadas tierras y derechos sobre Rasines en fecha tan temprana como 973. En efecto, se testimonia la donación de una heredad en Rasines y Carasa, que le corresponde en herencia a Goma, a Santa María de Puerto y su abad Mamés, datándose el documento en 25 de marzo de 973 (la donación estaba compuesta de casas, tierras, pomares, montes y fuentes, terrenos cultivados y sin cultivar). En otras escrituras posteriores, en los años 1083 y 1086, Rasines aparece ya como uno de los concejos formados en la región oriental de Cantabria, probablemente como consecuencia de la repoblación llevada a cabo por los primeros reyes astures.
A finales del siglo XI, el monasterio de Santa María de Puerto tenía propiedades, entre otras localidades, en Rasines, debido a las diferentes donaciones que se han podido constatar en dicho siglo. Es entonces cuando se hace mención a la villa de Rasines, que muy probablemente sería una pequeña aldea.
La villa de Rasines formaría, junto con las de Ojébar, Gibaja y Ramales de la Victoria, la unidad administrativa que llegó hasta los tiempos constitucionales del siglo XIX y que se denominó Junta de Parayas. Este organismo era el mediador entre las villas que lo integraban y las autondades regionales y del reino. Sus principales cometidos se circunscribían a los problemas fundamentales que afectaban a la comunidad: comunicaciones (arreglo, mejora y reparación de caminos y puentes), organización interna y defensa de la población ante los excesos de la autoridad y de la presión fiscal.
Gracias a un documento fechado en 1499, sabemos que en la Junta de Parayas había 300 vecinos. Dicho documento informa sobre una reparación que se iba a hacer en el camino Burgos-Laredo, una de las rutas del comercio de lanas de Castilla.
Dado el punto estratégico que era Rasines en el caminio real entre Burgos-Laredo, numerosos monarcas pasaron por estas tierras. La reina Isabel con su hija Juana (1496). Carlos I, que en 1517 pisó estas tierras por primera vez y en 1522 tenemos constancia de que le ocurrió lo siguiente:

Real suceso de grata memoria. Cuenta la tradición y se tiene por verídico que en alguno de los viajes que hizo el Emperador y Rey Carlos V de Alemania y I de España desde la Corte a |Laredo, al volver de esta villa en la que tan buenos recuerdos dejó en alhajas de iglesia, etc., se detuvo en esta posada de Rasines y tomó algún refrigerio, de cuyas viandas fornaban parte principal cantidad de huevos de gallinas. La prevenida pupilera reivindicando a una colega de Laredo cobró al Emperador y Rey Don Carlos un duro por cada huevo. Con razón pareció caro al rey y preguntó el por qué eran tan caros los huevos, y la pupilera le contestó que los huevos abundaban y se compraban baratos, pero que en cambio eran escasos los Reyes, que por milagro veía estos rincones de la Nación. Celebró el Rey con sonrisas la ocurrencia, pagó sin reparar la cuenta y hasta dio valiosa propina a la experta sirvienta. Año 1522. Tenía el Rey 22 años.

Carlos V también paso por Rasines en el año 1556, de camino a su retiro en el Monasterio de Yuste. Cuentan en Rasines que el Emperador tuvo una amada en nuestro pueblo, probablemente una mujer de clase alta del barrio de La Edilla.
En la Edad Moderna las gentes de esta tierra se habían especializado en el transporte, la conducción de carros de trigo de Castilla y la venta a las ferrerías de Carranza, Ramales y Soba.
Varios linajes importantes se habían asentado en la región: Ahedo, Alvarado, Crespo, Gil, González de Haro, Gordón, Gibaja, Helguera, Lombera, Marrón, Martínez, Maza, Ochoa, Ortiz, Ruiz, Saravia, Trápaga y Villanueva. La importancia de la Casa de los Saravía en Rasines es el hecho de que este linaje tuvo solar y torre en dicha localidad, además de tener sus armas en la capilla mayor de la iglesia parroquial de San Andrés y en las iglesias de Gíbaja y Ramales. El linaje de los Saravia tuvo su punto culminante con el enlace con la casa de Alvarado cuando en 1540 Doña María de Saravia y Concha, señora de las Casas de su apellido en Ramales y Rasines, casó en Ramales con Don Diego de Alvarado Bracamonte y Velasco.
Rasines era para entonces un pequeño pueblo perteneciente a la jurisdicción de Laredo, al arciprestazgo de Castro Urdiales y a la Merindad de Castilla la Vieja. Pero además de su situición geográfica de vía de comunicación entre la zona norte y Castilla, su proximidad al País Vasco y el crecimiento económico que conllevaba esta privilegiada situación, Rasines fue desde finales del siglo XV cuna de importantes arquitectos, maestros de obras de las grandes catedrales tardogóticas españolas. Así, Juan Gil de Hontañón, activo entre 1498 y 1526, nació en Rasines en 1470 y allí se casó con María Gil. Sus hijos Juan Gil «el mozo» y María Gil nacieron en Rasines. Otros ilustres hijos de la villa fueron Juan de Rasines, Pedro de Rasines, Rodrigo de Rasines, todos ellos de la misma familia, (servían a la casa de los Velasco como arquitecto). Maestros de cantería provenientes de Rasines, de Ojébar o de Cereceda eran los Ezquerra de Rozas, los Córdoba y los Edilla o Sáenz de la Edilla.
Debido a su importancia estratégica y económica, el camino Laredo-Burgos, el cual tenía su paso por Rasines, recibió distintas atenciones, una de las cuales, recogida en las ordenanzas del consulado de Burgos (ordenanza de 1538) fue el arreglo y mantenimiento del mismo. De hecho, el camino de Laredo-Burgos siguió siendo uno de los más importantes durante los siglos XVI y XVII, tal como se refleja en el denominado itinerario de Juan Vílluga. Esta es, lógicamente, una de las razones de que parte de los hombres de Rasines se dedicaran a la carretería, transportando el trigo desde Castilla al puerto de Limpias, llevando en el camino de vuelta mineral desde el puerto a las ferrerías de Carranza, Ramales y Soba.
Felipe II concedía en 1562 a la Junta de Parayas la separación de asuntos de justicia del alcalde mayor a las siete merindades de Castilla la Vieja, permitiendo a la Junta elegir dos alcaldes ordinarios que entiendan en asuntos civiles de menor cuantía e instruyan las criminales bajo la jurisdicción del corregidor de Las Cuatro Villas de la Costa, a la vez que establece funciones y procedimientos.
A comienzos del siglo XVIII Rasines contaba con cerca de 200 vecinos, lo que permite calcular una población total entre 800 y 1000 habitantes, habiéndose especializado la mayor parte de la población activa en el transporte y conducción de carros de trigo desde Castilla a las ferrerías de Asón, Carranza y Soba, no siendo despreciable el número de maestros de obras de cantería y carpintería.

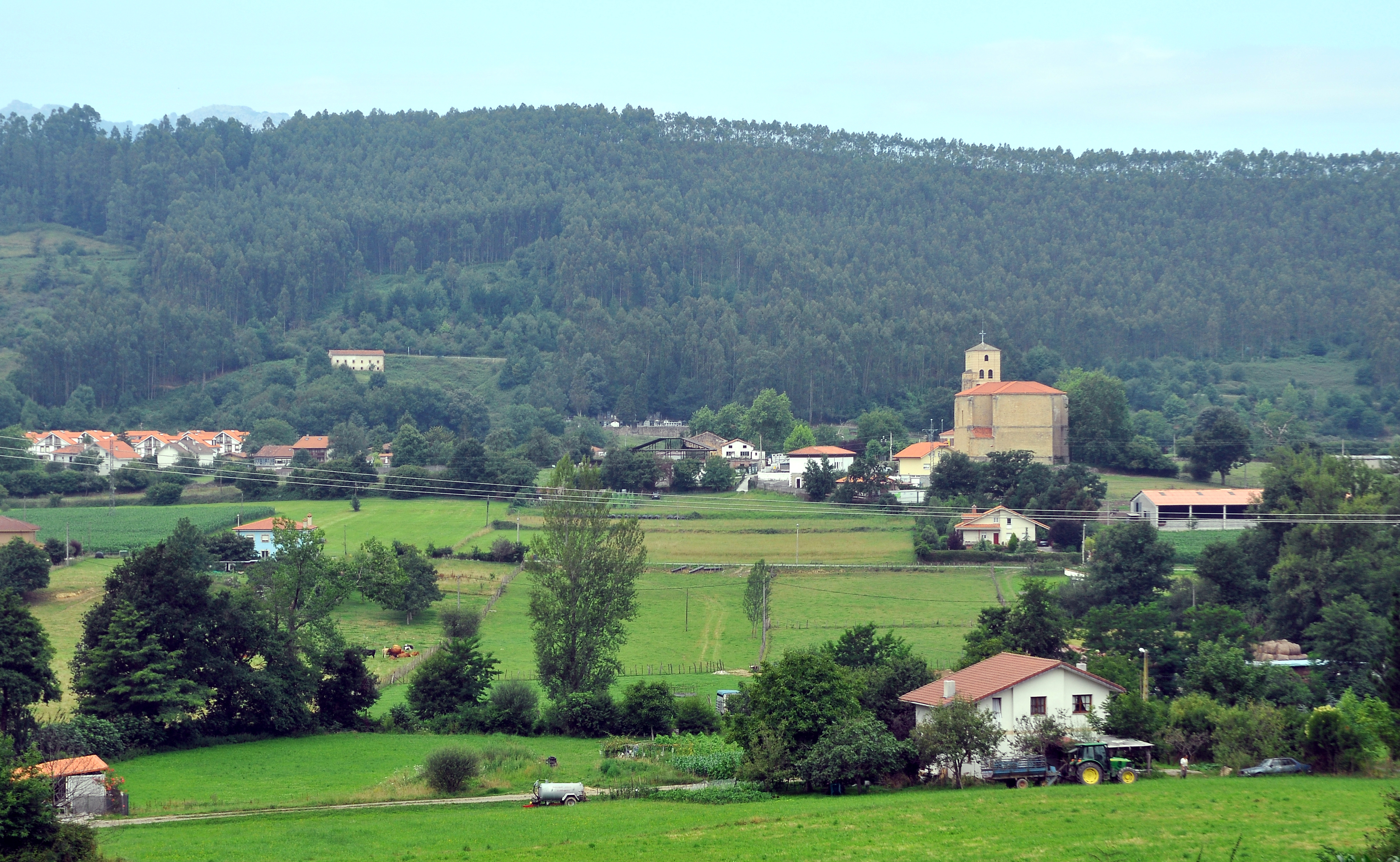
Rasines

El 5 de abril de 1798 se aprueba una Real Orden (confirmación de una anterior de 1792) por la cual se concedía la apertura de un camino desde el puerto de Laredo a Castilla. El camino de Laredo continuaba siendo, como vemos, de gran importancia. Su construcción se debió en gran parte a las prestaciones de los pueblos por los que pasaba y a otros pueblos de la provincia que se comprometían a pagar algunas cantidades para la reparación del mismo así como para su mantenimiento. Especialmente relevantes en su contribución a la construcción de este nuevo camino en los tramos que les afectaban fueron las ferrerías de Cereceda, Ojébar, pueblos pertenecientes al municipio de Rasines y la Junta de Parayas, ya que con ello aceleraban el desarrollo económico de la región. Sin embargo, la realización del camino fue en ocasiones interrumpida por la situación política de España, como las guerras civiles, y por las mermas en la recaudación de los portazgos para su construcción. Este camino aparece recogido en distintos documentos y mapas publicados durante el siglo XIX. En uno de esos mapas, datado hacia 1861, viene señalado como Camino Real, recogiéndose además otras sendas y caminos, como los que van a La Edilla y a Cereceda.
Como se ha dicho anteriormente, la Junta de Parayas estaba formada por los concejos de Rasines, Ojébar, Gibaja y Ramales, constituyendo una unidad administrativa que llegó hasta los tiempos constitucionales del siglo XIX. De hecho, en el denominado Estado de los Ayuntamientos Constitucionales de 1822 presenta ya la divisoria definitiva de la Junta de Parayas en dos municipios, donde Rasines aparecía como municipio autónomo en el que vivían 1085 personas.
El régimen administrativo de los concejos integrantes de la junta estaba ligado a sus ordenanzas. Las ordenanzas de Rasines fueron redactadas en 1701, basadas en otras de 1529.
Finalmente, el gobierno de Rasines y su administración le correspondían a un procurador y dos regidores, que eran elegidos anualmente el día de Reyes, siendo verificado su nombramiento en Concejo público e interviniendo en él los oficiales salientes más tres diputados de la junta concejil. Las funciones de estos representantes del Concejo abarcaban como en todos los lugares de la región, los más diversos aspectos; tales como el remate de abastos, la visita de montes, el control de pesos y medidas, la contrata de maestros la lectura pública de las ordenanzas dos veces al año, entre otras muchas cosas. Naturalmente, los cargos salientes debían rendir cuentas en el plazo de 20 días, efectuándolo en Nuestra Señora de Villasomera, estando los responsables inhabilitados para poder asistir a los consejos mientras transcurría la rendición de cuentas.

## Demografía
Rasines cuenta con una población de 971 habitantes (INE 2024).
| Gráfica de evolución demográfica de Rasines entre 1842 y 2021                                                       |
| |
| Población de derecho según los censos de población del INE Población de hecho según los censos de población del INE |

Pese a la gran superficie que ocupa el municipio, la población está completamente dispersa, lo que hace que no existan calles, plazas, etc. Lo habitual son viviendas unifamiliares separadas entre sí aunque por lo general, agrupadas formando barrios.

### Localidades
Casavieja
La localidad está situada en el centro del municipio, a doscientos diez metros de altitud sobre el nivel del mar. Le separan cinco kilómetros de la capital municipal y en el año dos mil dieciséis contaba con una población de diez habitantes.
Cereceda
La localidad está situada a ochenta y cinco metros de altitud sobre el nivel del mar, dista dos kilómetros de la capital municipal. De su patrimonio destaca la iglesia de San Martín, originaria del siglo XV y un museo dedicado a la cantería. En el año 2024 contaba con una población de 109 habitantes.
El Cerro
La localidad se encuentra a ciento cinco metros de altitud sobre el nivel del mar, y a está a un kilómetro de distancia de la capital municipal. En este pueblo se encuentra la iglesia de San Martín, originaria del siglo XV, un museo dedicado a la cantería y la célebre plaza de toros cuadrada, incluida en el Catálogo de patrimonio de Cantabria como Bien Inventariado. En el año 2024 contaba con una población de 208 habitantes.
La Edilla
La localidad está situada a ciento setenta metros de altitud sobre el nivel del mar, entre le barrio de LOmbera y la aldea de La Vega. Dista dos kilómetro de la capital municipal. De su patrimonio destaca la casa de Villanueva Pico, casa con torre del siglo XVIII. En el año 2024 contaba con una población de 34 habitantes.
Fresno
La localidad está situada a ochenta y dos metros de altitud sobre el nivel del mar, a orillas del río Asón. Dista cinco kilómetro de la capital municipal. De su patrimonio destaca la casa natal del escultor Manuel Cacicedo y la antigua fábrica de Nestlé. En el año 2024 contaba con una población de 53 habitantes.
Helguera
La localidad está situada a cien metros de altitud sobre el nivel del mar, y a está a un kilómetro y medio de distancia de la capital municipal. En el año 2024 contaba con una población de 46 habitantes.
Lombera
La localidad, situada al norte del municipio, se eleva ciento quince metros de altitud sobre el nivel del mar. Le separan dos kilómetros y medio de la capital municipal. En el año 2024 contaba con una población de 21 habitantes.
Ojébar
La localidad está situada a 284 metros de altitud sobre el nivel del mar, y a está a cuatro kilómetros de distancia de la capital municipal. En el año 2024 contaba con una población de 75 habitantes.
Rasines

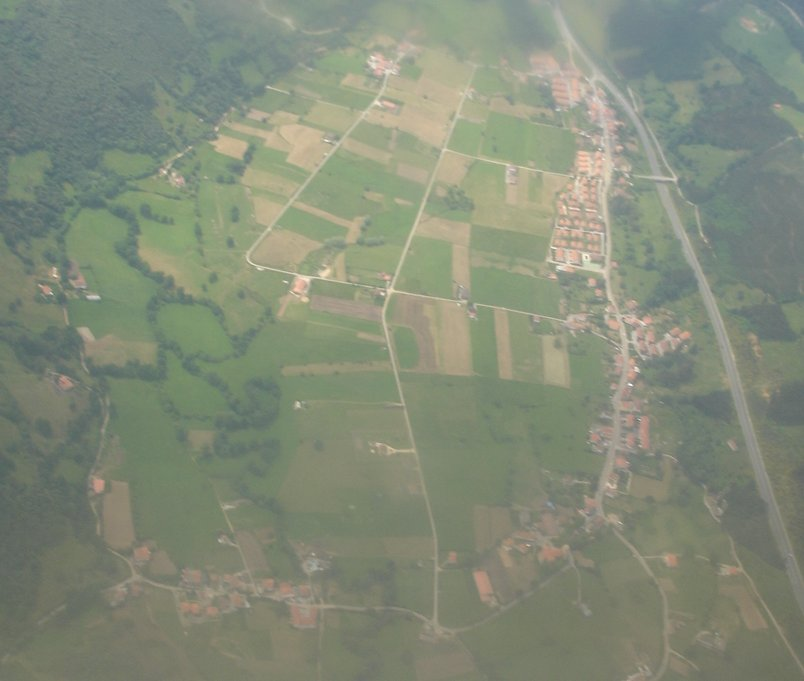
Vista aérea de Rasines

Es la capital del municipio y se encuentra en el extremo occidental del municipio. En el año 2024 contaba con una población de 243 habitantes.
Rocillo
Esta aldea [ACT] se encuentra a un kilómetro y medio de Rasines y a ochenta metros sobre el nivel del mar. En el año 2024 contaba con una población de 45 habitantes.
Santa Cruz
La localidad se encuentra a dos kilómetros y medio de la capital y a doscientos diez metros sobre el nivel del mar. En el año 2024 contaba con una población de 29 habitantes.
Torcollano
Esta aldea se encuentra en el extremo oriental del municipio, a 380 metros sobre el nivel del mar. Le separan siete kilómetros y medio de Rasines. En el año 2024 contaba con una población de 16 habitantes.
La Vega
La aldea se encuentra a 220 metros de altitud, junto al caude del río Ruahermosa. Dista dos kilómetros y medio de la capital municipal. En el año 2024 contaba con una población de 14 habitantes.
Villaparte
La localidad está situada a apenas medio kilómetro de la capital del municipio y su altitudo sobre el nivel del mar es de ochenta metros. En el año 2024 contaba con una población de 65 habitantes.

## Economía
En el año dosmil diez casi la mitad de la población del ayuntamiento (49,64 %) se dedicaba a la ganadería y agricultura y una cuarta parte al sector servicios, con un 25,9 % de la población trabajadora. A la construcción e industria se dedicaron el 18,71 % y 5,76 % respectivamente. En diciembre de ese mismo año la tasa de desempleo del municipio era del 8,65 %.

## Símbolos
Rasines posee bandera y escudo herádico municipal aprobados por Decreto en el año 2000. El escudo tiene forma ibérica o española: cuadrilongo con el borde inferior redondeado en la punta, y su descripción es la siguiente: En campo de plata, un árbol de sinople (verde); cortado de gules (rojo), un bezante de oro cargado de una maza y un cincel de cantero, ambos de sable (negro). Se timbra con la corona real de España. En él, se representa los hechos más destacados de su historia. La bandera por su parte, es rectangular y dividida horizontalmente por la mitad. La parte superior es de color verde, mientras que la inferior es amarilla.

## Administración y política
Actualmente, el alcalde del municipio es Sergio Castro (PRC), tras llegar a un acuerdo con el (PP), y arrebatando la Alcaldía al (PSOE), a pesar de ser ésta la lista más votada.
| Periodo   | Nombre                      | Partido | Partido                                  |
| --------- | --------------------------- | ------- | ---------------------------------------- |
| 2003-2007 | Gabriel Viar                |         | Partido Popular (PP)                     |
| 2007-2011 | Ramón Luis Manteca Martínez |         | Partido Regionalista de Cantabria (PRC)  |
| 2011-2019 | Jaime Bonachea Pico         |         | Partido Socialista Obrero Español (PSOE) |
| 2019-act. | Sergio Castro               |         | Partido Regionalista de Cantabria (PRC)  |

| Partido político                         | 2019  | 2019  | 2019       | 2015  | 2015  | 2015       | 2011  | 2011  | 2011       | 2007  | 2007  | 2007       | 2003  | 2003  | 2003       |
| Partido político                         | Votos | %     | Concejales | Votos | %     | Concejales | Votos | %     | Concejales | Votos | %     | Concejales | Votos | %     | Concejales |
| Partido Socialista Obrero Español (PSOE) | 284   | 44,72 | 3          | 240   | 38,10 | 3          | 193   | 28,51 | 3          | 198   | 26,61 | 2          | 132   | 18,28 | 1          |
| Partido Regionalista de Cantabria (PRC)  | 257   | 40,47 | 3          | 160   | 25,40 | 2          | 189   | 27,92 | 3          | 234   | 31,45 | 2          | 143   | 19,81 | 1          |
| Partido Popular (PP)                     | 94    | 14,80 | 1          | 219   | 34,76 | 2          | 226   | 33,38 | 3          | 262   | 35,22 | 3          | 313   | 43,35 | 4          |
| Izquierda Unida (IU)                     | —     | —     | —          | —     | —     | —          | 61    | 9,01  | 0          | —     | —     | —          | 131   | 18,14 | 1          |

## Cultura

### Patrimonio
La iglesia parroquial de San Andrés es un bienes de interés cultural, dentro de la categoría de monumento. La plaza de toros de los Santos Mártires es un Bien inventariado, además de ser una de las dos únicas plazas de toros con un coso cuadrado que se conservan en España. Se trata de un coso rectangular de 17,40 por 16,80 metros, con barrera de madera y bordeado de un muro de mampostería y sillarejo.
También es una visita interesante el Museo de la Cantería Rodrigo Gil de Hontañón, situado en la plaza de la iglesia de Cereceda.

### Festividades
- 15 de agosto, Virgen de Villasomera (Rasines)
- 16 de agosto, San Roque (Villaparte)
- 25 y 26 de julio, Santiago y Santa Ana (Ojébar)
- 27 de septiembre, Santos Cosme y Damián (Rasines)
- 11 de noviembre, San Martín (Cereceda)

## Personas destacadas
- Manuel Cacicedo Canales (1909-1990): escultor. Estudió en la Escuela de Artes y Oficios de Bilbao. A partir de 1941 estudió en la Escuela de Bellas Artes de San Fernando, obteniendo el premio fin de carrera Aníbal Álvarez. Entre sus obras destacan el Cristo de Villaverde de Trucíos (1945), el Cristo de la Tercera Caída, el paso de La Virgen de la Esperanza (1959) y el Cristo de la Agonía de Santoña (1959).
- Juan Gil de Hontañón: maestro constructor español, primero de una saga familiar de arquitectos del siglo XVI.